# I'll Never Not Love You
I'll Never Not Love You è un singolo del cantante italo-canadese Michael Bublé, pubblicato il 28 gennaio 2022 come primo estratto dall'undicesimo album in studio Higher.

## Video musicale
Il video, diretto da Andrew Donoho, è stato pubblicato il 22 febbraio 2022 attraverso il canale YouTube del cantante e vede la partecipazione della moglie Luisana Lopilato. Nel video Bublé e la moglie interpretano momenti iconici di diversi film: Casablanca, Sixteen Candles - Un compleanno da ricordare, Jerry Maguire,  Love Actually - L'amore davvero, Le pagine della nostra vita, Titanic, Se mi lasci ti cancello, La storia fantastica e All Too Well: The Short Film.